# Operacija Zimska oluja
Operacija Zimska oluja (njem. Unternehmen Wintergewitter) je bila ofenzivna operacija Trećeg Reicha tijekom Drugog svjetskog rata u kojoj njemačka 4. tenkovska armija nije uspjela ispuniti zadani cilj; probiti obruč oko njemačke 6. armije tijekom bitke za Staljingrad.
Krajem studenog 1942. Crvena armija je uspješno izvršila operaciju Uran, okruživši oko 300.000 vojnika Osovine u i oko Staljingrada. Njemačke snage unutar Staljingradskog džepa i neposredno izvan grada reorganizirane su u Armijsku grupu "Don" kojom je zapovijedao feldmaršal (njem. Feldmarschall) Erich von Manstein. U međuvremenu, Crvena armija usredotočila se je na skupljanje što je više moguće sredstava za eventualni početak planirane operacije Saturn, kojoj je cilj bio izolirati Armijsku grupu "A" od ostatka njemačke vojske. Luftwaffe bila je zadužena za opskrbu njemačkih snaga u Staljingradu preko zračnog mosta, ali se ubrzo pokazalo da nije u stanju dopremiti zadovoljavajuću količinu potrebnih zaliha. Postalo je jasno da će se uspješan proboj napraviti samo ako se krene što je brže moguće.
Mansteinu je obećana potpora četiri tenkovske divizije. Međutim, zbog opiranja vojnog vrha da se oslabe određeni sektori premještanjem njemačkih jedinica, zadatak otvaranja koridora za njemačku 6. armiju je dobila 4. oklopna armija. Njemačke snage trebale su napasti nekoliko sovjetskih armija koje su polako stezale obruč oko Staljingrada.
Njemačka ofenziva iznenadila je Crvenu armiju i imala je velik uspjeh prvog dana. Snage na čelu napada imale su dobru zračnu potporu i bile su u mogućnosti razbiti protunapade sovjetskih postrojba. Do 13. prosinca, sovjetski otpor je značajno usporio njemačko napredovanje. Iako su njemačke snage zauzele područje oko Verhne-Kumskog, Crvena armija je 16. prosinca započela s operacijom Mali Saturn. Operacijom Mali Saturn je poražena talijansku 8. armija na lijevom boku Armijske grupe "Don", prijeteći opstanku Mansteinove grupe. Kako se otpor povećao, pa time i gubitci, Manstein je poslao apel Hitleru i zapovjedniku Šeste armije, generalu Fredrichu Paulusu, da 6. armija krene s probojem s unutarnje strane obruča. Oba apela bila su odbijena. Četvrta tenkovska armija nastavila je s pokušajima otvaranja koridora 18. i 19. prosinca, ali to nije mogla ostvariti bez pomoći snaga zarobljenih unutar Staljingrada. Na kraju je Manstein bio prisiljen opozvati napad 23. prosinca, te se od Badnjaka 4. tenkovska armija počela povlačiti na svoj početni položaj. Zbog neuspjeha operacije, Crvena armija mogla je nastaviti s uništavanjem njemačkih snaga zarobljenih u Staljingradu.

## Pozadina
Dana 23. studenoga 1942. Crvena je armija zatvorila obruč oko snaga Sila Osovine oko Staljingrada. Približno 300.000 njemačkih i rumunjskih vojnika, kao i ruskih volontera u njemačkoj vojsci je ostalo zarobljeno u i oko Staljingrada kojeg je okružilo oko 1,1 milijuna sovjetskih vojnika. Usred nadolazeće katastrofe, njemački diktator Adolf Hitler je postavio feldmaršala Ericha von Mansteina za zapovjednika novoosnovane Armijske grupe "Don". Sastavljena od njemačke 4. tenkovske i 6. armije kao i Treće i Četvrte rumunjske armije, Mansteinova nova armijska skupina bila je pozicionirana između Armijske grupe "A" i "B". Umjesto pokušaja brzog proboja, njemački vojni vrh odlučio je da zarobljene snage ostanu u Staljingradu i brane grad od ponovnog zauzimanja. Njemačke snage u okruženju opskrbljivane su iz zraka, s potrebama od oko 680 tona zaliha dnevno. Međutim, flota od 500 zrakoplova nije bila dovoljna za ispunjenje tog zadatka. Mnogo zrakoplova nije bilo moguće servisirati u hladnoj sovjetskoj zimi; početkom prosinca, više njemačkih teretnih zrakoplova je uništeno u nesrećama nego što su ih uništili sovjetski lovci. Za primjer, njemačka 6. armija je zrakom dobivala manje od 20% svojih dnevnih potreba. Situacija je bila i gora za 6. armiju koja je bila pod paljbom sovjetskih snaga koje su držale dijelove grada na zapadnoj obali rijeke Volge.
Zbog neočekivane veličine njemačkih snaga okruženih u Staljingradu, Stavka (Vrhovno zapovjedništvo Sovjetskih oružanih snaga) 23. studenoga odlučila je pojačati vanjski obruč, pripremajući se za uništenje snaga Sila Osovina zarobljenih unutar obruča. Na dan 24. studenog, nekoliko je sovjetskih formacija započelo s utvrđivanjem kako bi se lakše obranili od mogućeg njemačkog pokušaja proboja sa zapada. Sovjeti su također razmjestili svoje snage da bi onemogućili probojne operacije jedinica unutar obruča. Planovi za operaciju Saturn su započeli 25. studenog, ciljajući na uništenje talijanske 8. armije i raskidanju komunikacijskih veza između njemačkih snaga zapadno od rijeke Don i snaga koje su djelovale na Kavkazu. U međuvremenu je započeto i planiranje operacije Prsten, koja je trebala smanjiti broj njemačkih postrojba unutar Staljingradskog džepa.
Kako je operacija Uran uspješno završena, njemačke snage unutar okruženja bile su preslabe za pokušaj samostalnog proboja. Polovica preostalog oklopa bila je izgubljena tijekom povlačenja i obrambenih borba, a ostatak je bio ograničen nedostatkom goriva i streljiva koje Luftwaffe nije mogao isporučiti iz zraka. Feldmaršal von Manstein je predložio protuudar kako bi se probio sovjetski obruč, s operacijom kodnog imena Zimska oluja. Manstein je vjerovao kako Luftwaffe nije u stanju efikasno opskrbiti Osovinske snage u okruženju iz zraka, da je postalo ključno čim prije ih izbaviti. Stoga je 28. studenog poslao Hitleru detaljno izvješće o stanju Armijske grupe "Don", uključujući snagu njemačke 6. armije s procjenama dostupnog streljiva za njemačko topništvo unutar grada. Teška strateška situacija bacila je Mansteina u dvojbu može li si priuštiti čekanje s početkom operacije dok sve planirane jedinice za ofenzivu ne budu spremne.
Stavka je odgodila početak operacije Saturn za 16. prosinca jer su se sovjetske snage mučile s uklanjanjem njemačkih branitelja s rijeke Čira. Ofenziva Crvene armije 30. studenoga u tom području u kojoj je sudjelovalo oko 50.000 sovjetskih vojnika natjerala je Mansteins poslati 48. tenkovski korpus da bi zadržali to područje pod kontrolom. Kao odgovor na njemačko pojačanje, u to je područje premještena sovjetska 5. tenkovska armija s oko 71.000 vojnika, 252 tenka i 814 primjeraka topničkog naoružanja. Sovjetska je ofenziva uspjela izbaciti 48. tenkovski korpus iz borbe, koja je bila odabrana da vodi glavni napad na sovjetsko okruženje. Sovjeti su bili upozoreni na nadolazeći njemački napad jer su otkrili kako se 6. tenkovska divizija iskrcala kod grada Morozovska. Crvena je armija zbog toga povukla nekoliko armija iz napada na donji dio rijeke Čira da bi se pripremile za njemački pokušaj proboja.

## Usporedba vojne sile

### Njemačke snage
Oslobađajuća operacija je trebala uključiti LVII. tenkovski korpus 4. tenkovske armije, pod vodstvom generala Friedricha Kirchnera, zajedno s 6. i 23. tenkovskom divizijom i armijskim odredom Hollidt, koji se sastojao od tri pješačke divizije i dvije oklopne divizije (11. i 22. tenkovske divizije). Očekivalo se da će u "Zimskoj oluji" sudjelovati ukupno četiri tenkovske divizije, četiri pješačke divizije i tri Luftwaffeove poljske divizije (njem. Luftwaffen-Feld-Divisionen ili LwFD). Njihova zadaća je bila privremeno probijanje koridora do 6. armije. Luftwaffeove poljske divizije nisu bile sastavljene od profesionalnih i treniranih vojnika već većinom od ostalog vojnog osoblja iz stožera te su bile slabo naoružane. Mnogo osoblja koje je obećano za pokušaj proboja nikada nije stiglo, većim dijelom zbog slabe organizacije transporta prema bojištu, dok su neke jedinice koje su trebali biti premještene pod zapovjedništvo Armijske grupe "Don" ostale pod svojim prijašnjim zapovjedništvom. Ostale jedinice unutar Armijske grupe "Don" nisu bile u stalju sprovesti ofenzivnu operaciju, zbog gubitaka kojima su bile izložene u nekoliko zadnjih mjeseci borbi, dok mnoge nove formacije koje su bile obećane nisu stigne na vrijeme.
S druge strane, 11. tenkovska divizija je bila jedna od najkompletnijih njemačkih oklopnih divizija na Istočnom bojištu s obzirom na to da je netom prije bila premještena iz rezervi. Šesta tenkovska divizija je također bila kompletna zato što je bila premještena iz Zapadne Europe pod Mansteinovu kontrolu. Međutim, 11. tenkovska divizija je bila poslana u pojačanje na donjem toku rijeke Čir, zbog pokrenute sovjetske ofenzive na to područje. Mansteinu je tako ostala 4. tenkovska armija i XLVIII. tenkovski korpus kao glavne komponente za oslobodilačku operaciju. No, unatoč namjerama Nijemaca da pojačaju svoje redove za ofenzivu, njihova obrana na područjima donjeg toka rijeke Čir je postala nestabilna; sovjetski proboj obrane je omeo dolazak 11. tenkovske divizije, koja je bila u mogućnosti uništiti glavninu dvije sovjetske tenkovske brigade. Posljedično, XLVIII. tenkovski korpus je bio uključen u obrambene borbe za rijeku Čir, jer su Sovjeti pritisnuli u cilju zauzimanja aerodroma kod Tatsinskaya (upotrebljavao se za opskrbu iz zraka njemačkih snaga u Staljigradu).
Iako je LVII tenkovski korpus preko svoje volje predan iz Armijske grupe "A" u "Don", 17. tenkovska divizija je dobila naređenje da se vrati u svoje prijašnje područje i nije bila spremna za prelazak u Armijsku grupu "Don" sve do 10 dana nakon što joj je zapovjeđeno. Unatoč problema oko skupljanja dovoljne vojne sile i vidjevši da Sovjeti koncentriraju svoju mehanizaciju na rijeci Čir, Manstein je odlučio krenuti u Operaciju "Zimska oluja" koristeći 4. tenkovsku armiju, nadajući se da će 6. armija pokrenuti ofenzivu sa svoje strane obruča. Manstein se kockao s Hitlerovim prihvaćanjem da je jedini način da 6. armija izbjegne uništenje taj da se pokuša izvući iz okruženja i pretpostavljao je da će se general Paulus složiti sa zapovijedi da njegove snage pobjegnu iz Staljingradskog džepa. 10. prosinca, Manstein je obavijestio Paulusa da će oslobađajuća akcija krenuti unutar 24 sata.

### Sovjetske snage
Za potrebe operacije Uran, sovjetski bojnik Georgij Žukov je dopremio 11 sovjetskih armija. Kako bi ojačao ofenzivne sposobnosti Staljingradskog Fronta, preko 420 tenkova, 111.000 vojnika i 556 topničkih topova je prebačeno preko rijeke Volge u periodu od tri tjedna. Crvena armija i Crveno ratno zrakoplovstvo je bilo u mogućnosti skupiti preko milijun vojnika, 13.500 primjeraka topničkog naoružanja, 890 tenkova i 1100 borbenih zrakoplova, organiziranih unutar 66 divizija, pet tenkovskih korpusa, 14 tenkovskih brigada, jednu mehaniziranu brigadu, konjički korpus i 127 topničkih i minobacačkih pukovnija. Kako se obruč zatvorio i Sovjeti nastavili s manjim operacijama, 51. armija je bila smještena na rub vanjskog okruženja s 34.000 ljudi i 77 tenkova. Južnije od njih je bila 28. armija s 44.000 vojnika, 40 tenkova i 707 artiljerijskih topova i minobacača. Istovremeno, Crvena armija je započela s gomilanjem ljudstva i opreme za izvedbu operacije "Saturn" kojoj je cilj bio izolirati i uništiti njemačku Armijsku grupu "A" na Kavkazu.

## Njemačka ofenziva
Hothova Četvrta tenkovska armija, tj. njezin LVII tenkovski korpus je započeo sa sjeveroistoka proboj do njemačkih snaga zarobljenih u Staljingradskom džepu. 6. i 23. tenkovska divizija je imala veliki napredak, iznenadivši Crvenu armiju i s leđa prijetivši sovjetskoj 51. armiji. Njemački proboj je trebao predvoditi 503. teški tenkovski bataljun s Tiger I tenkovima, ali oni su stigli do bojišta tek 21. prosinca. Početni napredak ofenzive je bio brz, neke jedinice su prvog dana uspjele pomaknuti liniju za čak 50 kilometara. Nijemcima je pogodovao element iznenađenja, jer "Stavka" nije očekivala tako skoru njemačku ofenzivu, dok general Vasilijevski nije mogao odvojiti 2. stražarsku armiju kao blokadu protiv Mansteinove prve linije. Početni napredak je bio toliko munjevit da je 6. tenkovska divizija uspjela zarobiti netaknutu sovjetsku topničku opremu. Sovjetski otpor je značajnije smanjen nakon što su 6. i 23. tenkovska divizija pregazile glavninu ruskog pješaštva. Zapravo, 302. divizija 51. armije je bila poražena do kraja prvog dana operacije. Iako je sovjetsko pješaštvo brzo pojačalo sela koja su se nalazila na smjeru njemačkog napada, konjica Crvene armije u tom području je bila iscrpljena zbog tjedana borbi i nije bila u stanju pružiti ozbiljniji otpor. Unatoč početnom uspjehu, LVII tenkovski korpus nije mogao postići odlučujuće rezultate. Postojalo je i izvješće o velikom otporu nasuprot 23. tenkovske divizije, unatoč dobrog napredovanja prvog dana ofenzive.
Drugog dana operacije, 13. prosinca, 6. tenkovska divizija je izmijenila vatru sa sovjetskim 5. tenkovskom armijom, koja je bila zadužena za slabljenje njemačke obrane oko rijeke Čir. Njemačke postrojbe su bile u mogućnosti napasti i uništiti sovjetski oklop, koji je bio prisiljen na prelazak rijeke Alksay. Od tog trenutka se u okolici sela Verhne-Kumskog počela voditi glavna bitka među oklopnim snagama. Iako su pretrpili velike gubitke, sovjetske postrojbe su do kraja dana uspjele potisnuti njemačke snage natrag do obale rijeke Alksay, ali sovjeti nisu uspjeli zauzeti selo. Međutim, gubitci koje je pretrpila Crvena armija u blizini Verhne-Kumskog su omogućili 6. tenkovskoj diviziji kraću superiornost u broju tenkova. Bitka za selo Verhne-Kumski je nastavljena kroz naredna tri dana, u kojima je Crvena armija pokrenula nekoliko protunapada na nekoliko mostobrana preko rijeke i njemačke jedinice u selu. Nijemci su u selu uspjeli navući sovjetske tenkove i uništiti ih dobro pozicioniranim protutenkovskim topovima. Uz tešku vatrenu potporu Luftwaffea, Nijemci su ostvarili lokalni uspjeh i počeli s pritiskom prema rijeci Myshkova. Tijekom tog napada 6. tenkovska divizija je pretrpila teške gubitke, te je nakon bitke uzela kraću stanku. Tom prilikom su popravljena manja oštećenja na oklopnim vozilima i većina onesposobljenih tenkova tijekom borbi kod Verhne-Kumskog je vraćeno u operativno stanje.

### Sovjetski odgovor: 13. – 18. prosinca
Ofenziva njemačke 4. tenkovske armije je prisilila Stavku da preračuna svoje namjere za operaciju "Saturn", i 13. prosinca Staljin i Stavka su odobrili premještaj 2. stražarske armije iz Don fronta u Staljingradski front (front - sovjetska postrojba), gdje će 15. prosinca biti spremna za sukob s njemačkim snagama. Ta armija je bila snage približno 90.000 vojnika, organiziranih u tri stražarska korpusa (1., 13. i 2.). Operacija Saturn je redizajnirana u operaciju Mali Saturn, koja je bila ograničenog djelokruga napada usmjerenog na proboj talijanske 8. armije i djelovanju na zadnje linije Armijsku grupu "Don". Smjer napada je također promijenjen s prvotno južnog na jugoistočni i početak operacije je odgođen za 16. prosinac. U međuvremenu, 4. mehanizirani i 13. tenkovski korpus je nastavio protunapade na njemačke postrojbe u blizini rijeke Alksay, pokušavajući zavlačiti njihovo napredovanje prije dolaska 2. stražarske armije.
Sovjetska 1. i 3. stražarska armije, u kombinaciji s 6. armijom, su 16. prosinca krenule u operaciju Mali Saturn. Unatoč početnim problemima s upornim otporom talijanskih jedinica, Crvena armije je do 18. prosinca uspjela pobijediti talijansku 8. armiju. Čak mali i brzi proboj je bila prijetnja lijevom boku Armijske grupe "Don", dok je gradu Rostov prijetila 3. čuvarska armija. Primarno zbog velikih gubitaka njemačkih oklopnih divizija koje su se probijale do rijeke Myshkove i raspada talijanske 8. armije Manstein je morao razmisliti o daljnjem napredovanju. Zaključio je da ne može braniti svoj lijevi bok i u isto vrijeme nastaviti s probojem do 6. armije. Iako je 6. tenkovska divizija mogla priječi rijeku Myshkovu do noći 19. prosinca, LVII tenkovski korpus nije uspio postići značajniji uspjeh protiv sve većeg broja sovjetskih jedinica, unatoč dolasku 17. tenkovske divizije. U stvari, izgledalo je da će se korpus morati držati u obrani. Nadalje, sovjetski marš na aerodrom Tatsinskaya je završio uništenjem aerodroma i nekoliko Luftwaffeovih zrakoplova koji su opskrbljivali snage u Staljingradu. Manstein je bio prisiljen narediti 48. tenkovskom korpusu da drži obranu, umjesto da kao rezervne snage podupru jedinice u proboju do Staljingrada. No situacija za Nijemce je bila još više pogoršana 18. prosinca jer se Hitler oglušio na molbe i odbio dopustiti njemačkoj 6. armiji da započne s operacijama za proboj prema ostatku Armijske grupe "Don".

### Raspad: 19. – 23. prosinca
Dana 19. prosinca, Manstein je poslao svog glavnog obavještajnog časnika, bojnika Eismanna, u Staljingrad da prenese generalu Paulusu točnu sliku strateške situacije u kojoj se našla Armijska grupa "Don". Paulus izvješćem nije bio pretjerano impresioniran, iako se složio da bi bilo najbolje probiti koridor što je brže moguće. Načelnik glavnog stožera 6. armije, general bojnik Arthur Schmidt, se nije složio s Mansteinom i tvrdio da je proboj neostvariv i predložio da bi Armijska grupa "Don" trebala poduzeti potrebne mjere da bi se snage u Staljingradskom džepu bolje opskrbljivale zrakom. Iako se složio se prvotno složio s Eismannom, Palus je odlučio da 6. armija nije u mogućnosti izvesti napad sa svoje strane i da se ideja protivi izričitim naredbama Hitlera. Iako je tog dana LVII tenkovski korpus uspio doći do rijeke Alksay i doći na udaljenost od 48 km od južnog ruba bojišta 6. armije, zarobljene njemačke snage nisu pokušale probiti se i povezati s ostatkom armijske grupe. Nadalje, 6. armija jednostavno nije imala snage za pokušaj proboja, s manje od 70 operativnih tenkova, ograničenim zalihama, dok izmoreno pješaštvo nije bilo u stanju pokušati napasti u mećavi koja se razvijala zadnjih nekoliko dana.
Manstein je 23. prosinca naredio 6. tenkovskoj diviziji da prekine s ofenzivom i premjesti se na južni dio rijeke čir, kako bi pojačala njemačku obranu koja je bila na udaru sovjetske ofenzive. Do 24. prosinca, 4. tenkovska armija se u potpunosti povukla na svoje početne položaje. Neuspješnim pokušajem proboja do 6. armije i kasnije odbijanje iste za započinjanje napada je uzrokovalo neuspjeh i raspad operacije 24, prosinca, kada se Armijska grupa "Don" vratila u obranu.

## Posljedice
S njemačkim neuspjehom, Stavka se mogla ponovno koncentrirati na uništavanje jedinica u Staljingradskom džepu i nastavku širenja na zapad kao dio sovjetske zimske ofenzive. Crvena armija je imala gotovo 150.000 vojnika i 630 tenkova nasuprot 4. tenkovskoj armiji u povlačenju i iako se Volskyev 4. mehanizirani korpus (18. prosinca 1942. preimenovan u 3. stražarski mehanizirani korpus) povlačio kako bi se osvježio svoje redove, 51. armija, 1. stražarski puškarski i 7. tenkovski korpus se obrušio na njemačke jedinice u povlačenju između rijeke Mushkova i Aksai. U tri dana, sovjetske jedinice su se probile kroz rumunjske položaje koji su branili bok LVII tenkovskom korpusu i prijetile 4. tenkovskoj armiji iz smjera juga, stjeravši Nijemce da nastave povlačenje prema jugozapadu. Cijelo to vrijeme, XLVIII tenkovski korpus, predvođen 1. tenkovskom divizijom se borio za zadržavanje položaja duž rijeke Čir. Unatoč uspjehu, XLVIII tenkovski korpus je angažiran za obranu Rostova jer je sovjetski proboj postao pitanje vremena zbog raspada talijanske 8. armije. Kako je Crvena armija tjerala 4. tenkovsku armiju prema rijeci Aksai i probila se kroz njemačku obran na obali rijeke Čir, počela se pripremati za operaciju "Prsten", uništenje snaga u Staljingradu.
Njemačke snage u Staljingradu su ubrzo ostale bez potrebnih zaliha, neki vojnici su bili prisiljeni živjeti od konjskog mesa. Do kraja 1942., razmak između 6. armije i snaga izvan obruča je bila preko 65 kilometara i većina njemačkih formacija u tim područjima je bila vrlo slaba. Hitlerovo inzistiranje na držanju Staljingrada je odlučilo o sudbini 6. armije. Kraj njemačkih ofenzivnih operacija je omogućio Sovjetima da nastave svoje namjere u odsijecanju njemačkih snaga na Kavkazu, koje je počelo sredinom siječnja 1943. godine. S druge strane, okruženje 6. armije i namjera da se ona uništi su vezale velik broj sovjetskih jedinica, što je utjecalo na operacije u drugim područjima.